# 김두천
김두천(金斗千, Kim Du-chun, 1968년 ~ )은 대한민국의 장애인 육상 선수이다. 뇌성마비 3급에 언어장애인으로 C6 패럴림픽 육상에 출전하였다.
1968년에 회사원인 아버지를 둔 가정에서 1남 2녀 중 장남으로 태어났다. 서울경동초등학교 2학년으로 다니던 1974년에 일본뇌염에 감염되어 뇌성마비 환자가 되었다. 이후 운동을 시작하여 1989년 아시아태평양장애인경기대회(FESPIC)에 100m, 200m, 400m 3개 부문에 출전하였다.
네 번의 패럴림픽에 참가하여 금메달 4개를 포함한 총 6개의 메달을 획득하였다. 1988년 하계 패럴림픽에 처음 출전하여 100m에서 5위, 200m에서 4위, 400m에서 5위를 기록하였다. 1992년 바르셀로나 하계 패럴림픽에서는 100m에서 세계 기록을 세운 미국의 래리 뱅크스에 이어 2위를 차지하였고, 200m와 400m에서 금메달을 획득하며 새로운 패럴림픽 대회 기록을 세웠다. 1996년 하계 패럴림픽에서는 400m에서 타이틀을 유지하며 세계 기록을 새로 썼고, 100m 예선에서 미국의 프리먼 레지스터가 새로운 세계 기록을 세웠음에도 불구하고 결승에서 그를 제치고 금메달을 차지하였다. 그러나 200m에서는 동메달에 그쳤다. 그의 마지막 경기는 2000년 하계 패럴림픽으로, 100m에서 6위, 200m와 400m에서 각각 4위를 기록하며 선수 생활을 은퇴하였다.